# .bs
Pour les articles homonymes, voir BS.
.bs est le domaine de premier niveau national (country code top level domain : ccTLD) réservé aux Bahamas. Il est administré par le Collège des Bahamas.